# Nutzfahrzeug

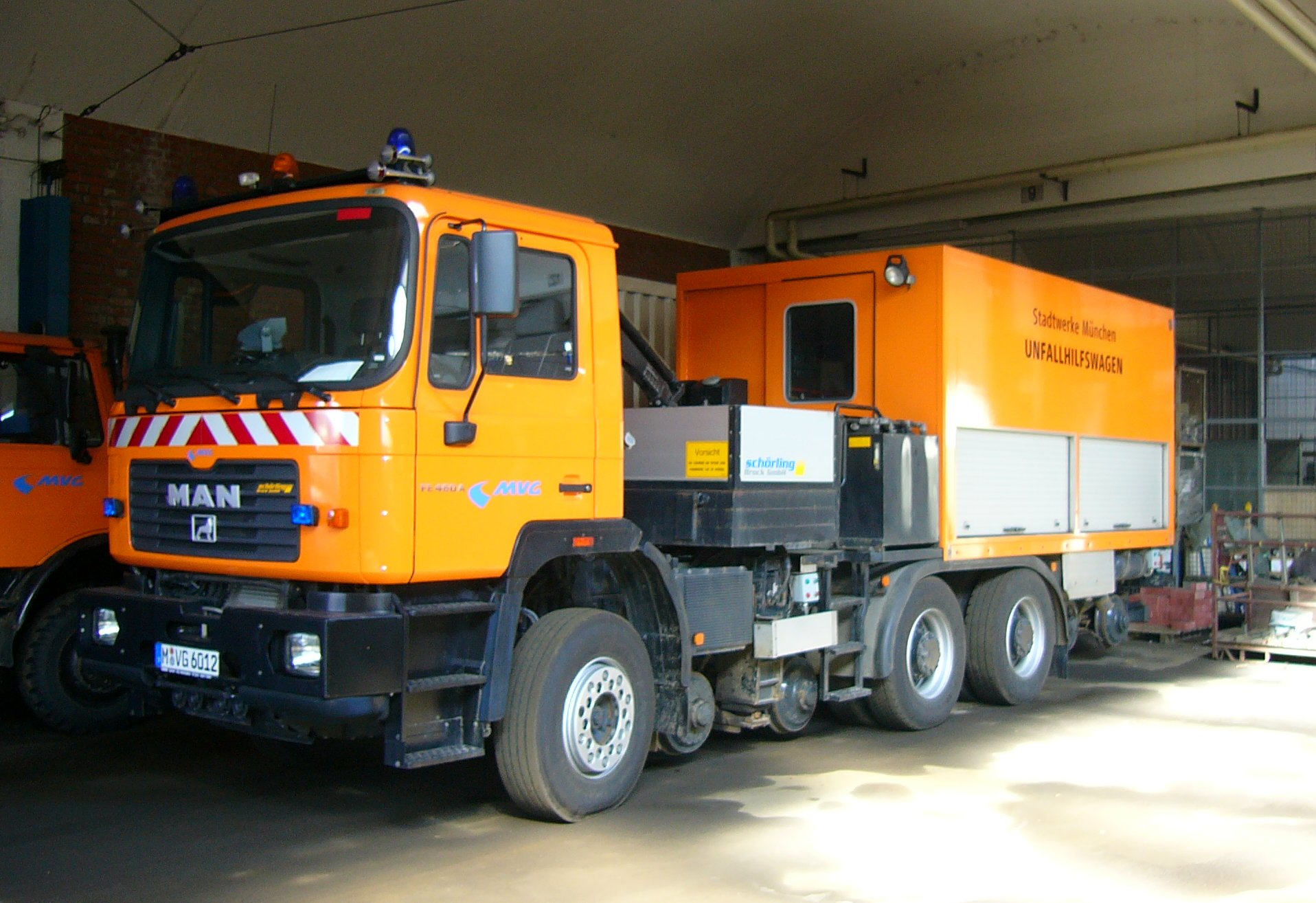
Ein Einsatz- und Unfallhilfsfahrzeug (Zweiwegefahrzeug)

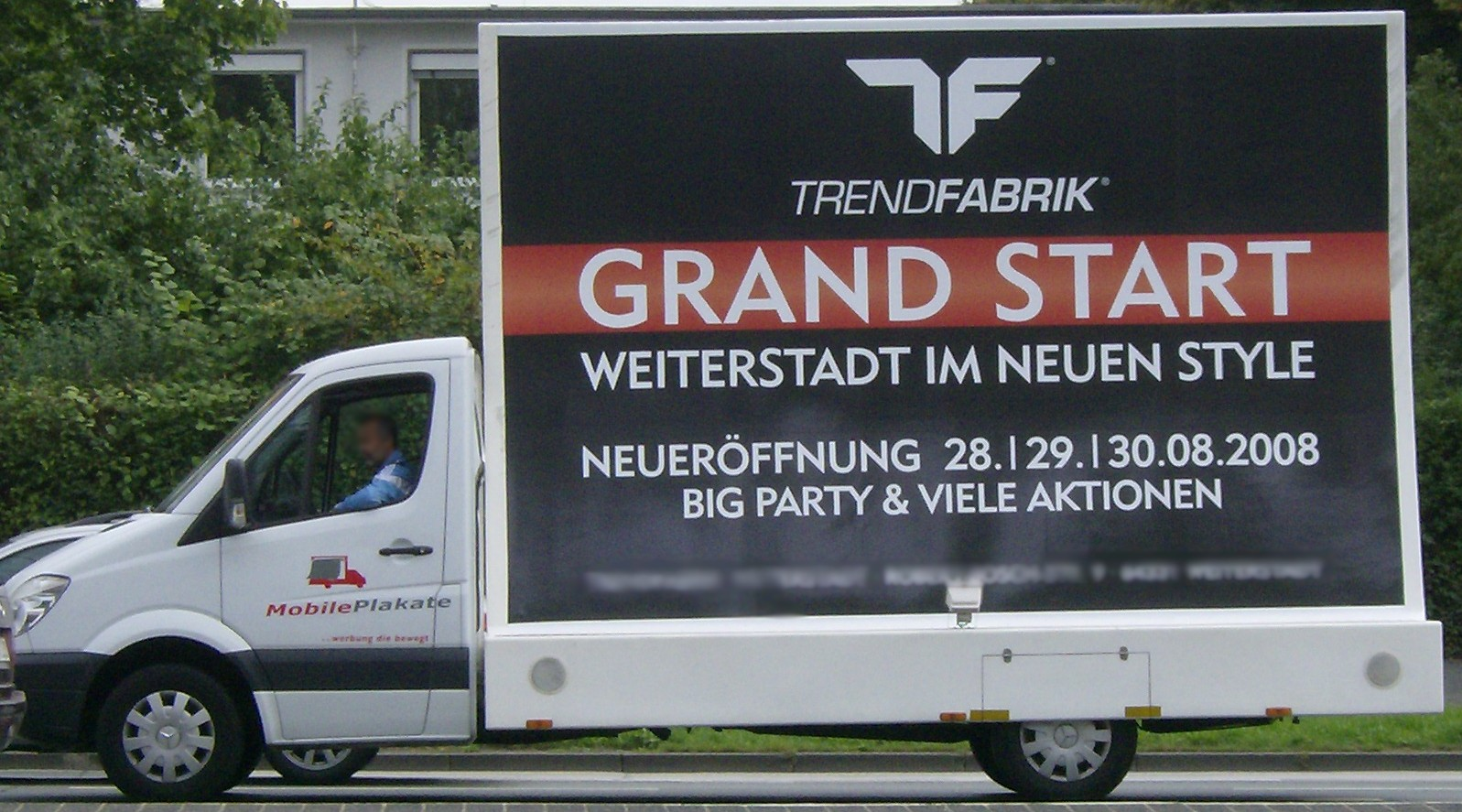
Nutzfahrzeug als Werbeträger

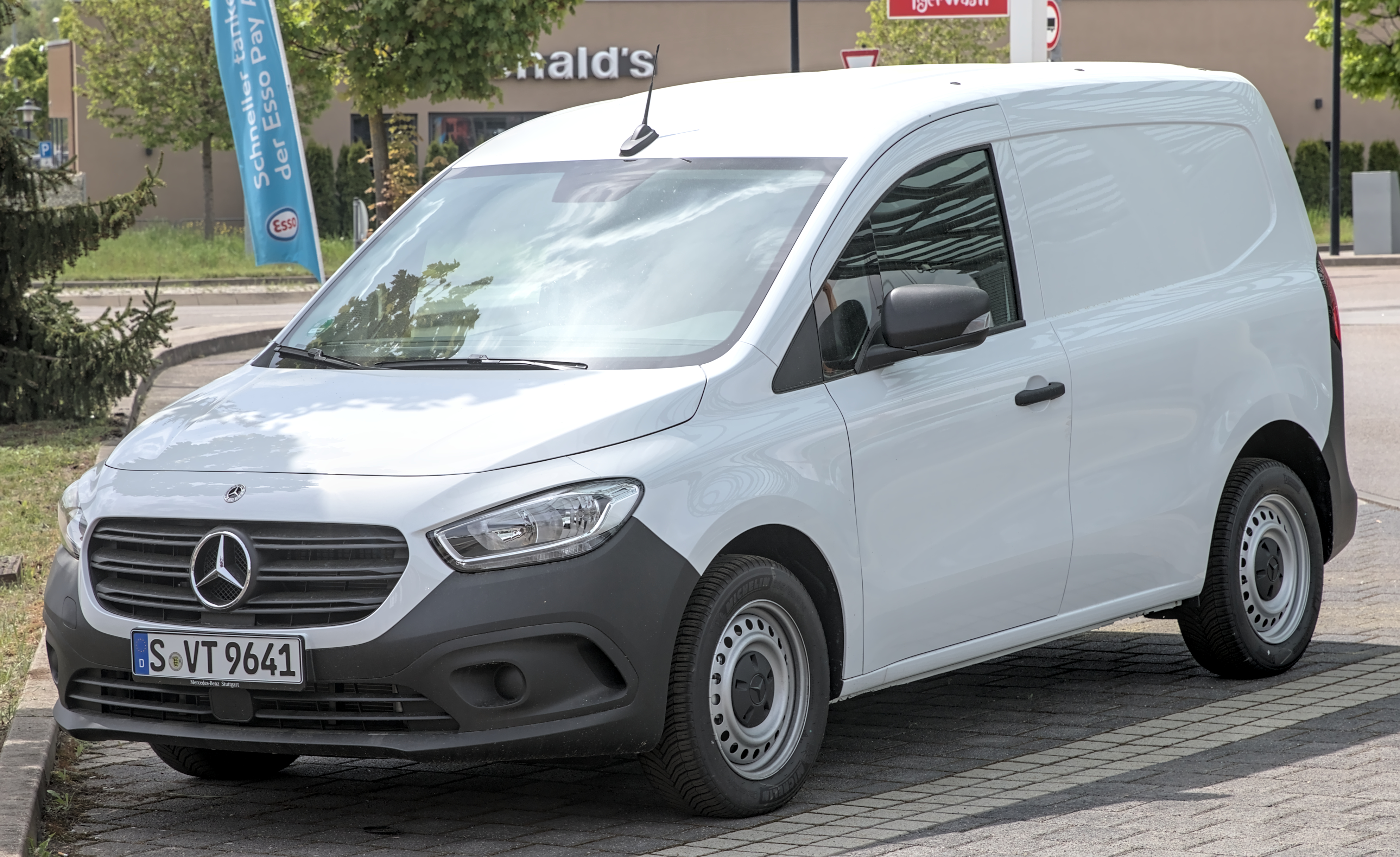
Kastenwagen auf Pkw-Basis

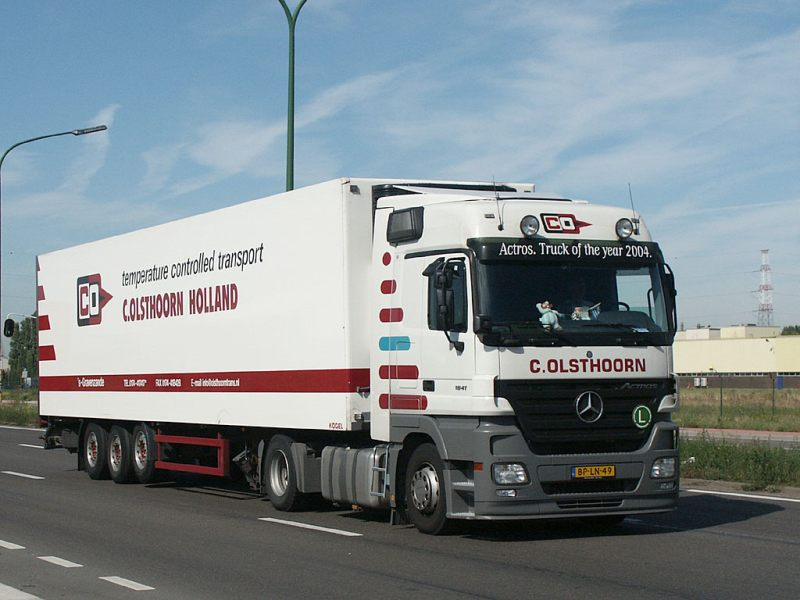
Sattelzug

Ein Nutzfahrzeug (Nfz) oder Nutzkraftwagen (Nkw) im Sinne des deutschen KBA ist ein Kraftfahrzeug, das nach seiner Bauart und Einrichtung zum Transport von Personen oder Gütern im Straßenverkehr (oder zum Ziehen entsprechender Anhängefahrzeugen) bestimmt ist, aber kein Personenkraftwagen oder Kraftrad ist. Hierbei zählen also vorwiegend Lastkraftwagen, Omnibusse, Zugmaschinen für den Straßentransport (Sattelzugmaschinen, Straßenschlepper) sowie bestimmte Sonderfahrzeuge (wie Feuerwehr- und Rettungswagen).
Je nach Definition können auch weitere Fahrzeugarten zu den Nutzfahrzeugen gerechnet werden:
- Kombis (Nutzkraftwagen-Kombi), Hochdachkombi, Kastenwagen, Pick-up, Minivan, Großraumlimousine und Minibusse in der Größe und Bauform eines Pkw, die jedoch eine vergrößerte Ladefläche besitzen bzw. überwiegend zum Transport von Gütern oder als Geräteträger genutzt werden,
- nicht zur Personen-Beförderung oder zum Straßentransport gedachte Fahrzeuge wie land- und forstwirtschaftliche Maschinen (Traktoren, ATVs, Geräteträger, Mähdrescher, Holzvollernter), Kommunalfahrzeuge, Transportfahrzeuge mit begrenztem Einsatzradius (Gabelstapler, Elektrokarren, Radlader, Vorderkipper, knickgelenkte Muldenkipper, Großmuldenkipper), bestimmte Zugmaschinen[3] (Traktoren, Flugzeugschlepper, Terminal-Zugmaschinen) und sonstige selbstfahrenden Arbeitsmaschinen (Hubsteiger, Kehrmaschine etc.), und
- von Menschen oder Tieren gezogene Fuhrwerke.

Außer Anhängern und sonstigen gezogenen Geräten können bestimmte Fahrzeuge sämtlicher EG-Fahrzeugklassen als Nutzfahrzeuge gelten.

Die Finanzämter haben eigene Kriterien, nach denen sie die steuerliche Einstufung in Personenkraftwagen und Nutzfahrzeuge vornehmen.

## Geschichte der Nutzfahrzeuge
Die Geschichte der Nutzfahrzeuge beginnt mit der Erfindung des Rades ca. 5000 v. Chr. Die Herstellung von Karren und Kutschen im Laufe der Jahrtausende stellt als Geschichte des Nutzfahrzeughandwerks eine Vorbedingung der Erfindung motorisierter Nutzfahrzeuge dar. Deren geschichtliche Entwicklung seit der Erfindung von Omnibus und Lastkraftwagen ist vielfältig und wechselhaft. Sie beginnt mit der motorisierten Nutzfahrzeug-Entwicklung im Jahr 1895, wird rasch zu einem wichtigen Faktor in der Industriegeschichte und bewirkte, dass die Nutzfahrzeugindustrie bis heute einen volkswirtschaftlich bedeutenden Wirtschaftszweig darstellt.

## Einsatz von Nutzfahrzeugen
Nutzfahrzeuge werden hauptsächlich im gewerblichen, landwirtschaftlichen und behördlichen Bereich eingesetzt. Spezielle Nutzfahrzeuge werden auch von Einsatzkräften der Polizei und der Feuerwehr sowie von Organisationen wie etwa dem THW genutzt.
Nutzfahrzeuge können mit einer nötigen Fahrzeugzulassung am öffentlichen Straßenverkehr teilnehmen. Ausschließlich für Arbeitseinsätze konzipierte Nutzfahrzeuge werden mit Tiefladern oder anderen Transportmitteln an ihren Einsatzort gebracht.

## Steuerliche Behandlung von Nutzfahrzeugen
Nutzfahrzeuge werden in Deutschland oft nicht wie Pkw nach Hubraum, sondern nach Gewicht besteuert.

## Formen von Nutzfahrzeugen

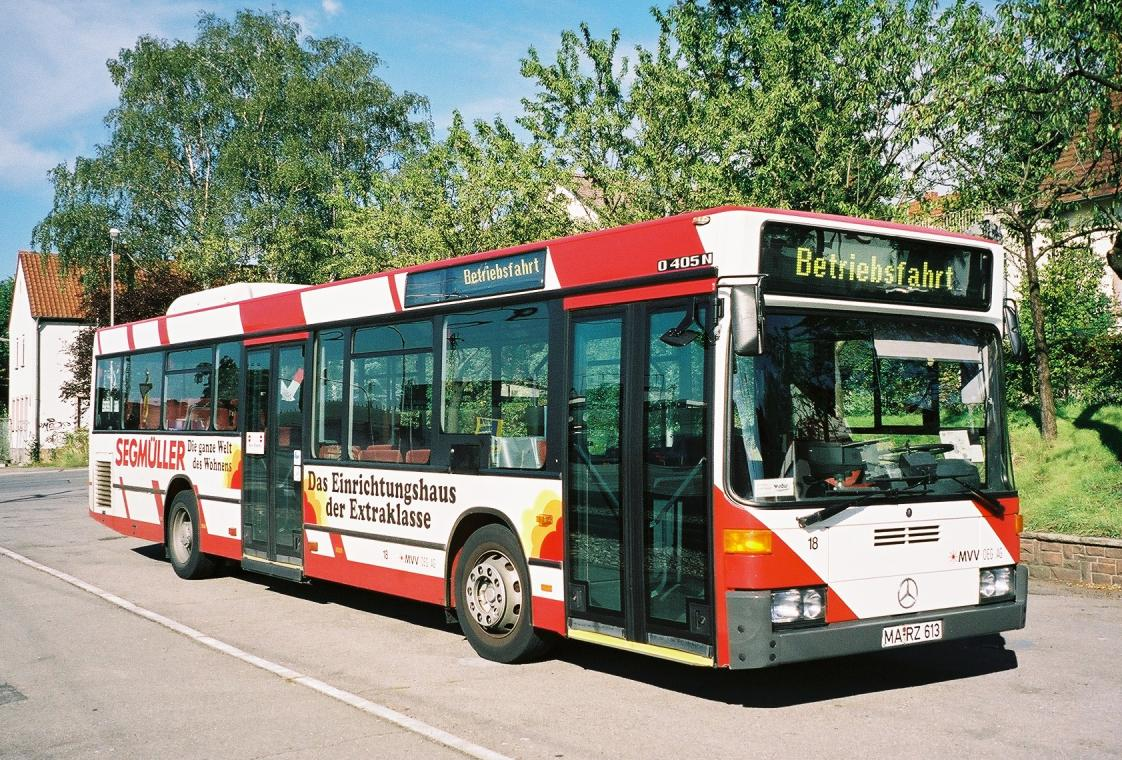
Omnibus

### Nutzfahrzeuge zum Personentransport
Nutzfahrzeuge zum Personentransport werden im öffentlichen Personennahverkehr (ÖPNV) als auch im öffentlichen Personenfernverkehr sowie von privaten Personen-Transportunternehmen und Gewerbebetrieben genutzt.
Beispiele für Nutzfahrzeuge zum Personentransport:
- Kleinbus
- Omnibus
- Gelenkbus

### Nutzfahrzeuge zur Lastenbeförderung
Nutzfahrzeuge für die Lastenbeförderung gibt es in vielen verschiedenen Formen. So werden leichte Nutzfahrzeuge oft für den Transport des Materialbedarfs zum Beispiel eines Handwerksbetriebs oder für den Post-Zustellbetrieb genutzt, während für den Schwerlastverkehr spezielle Nutzfahrzeuge auf Lkw-Basis nötig sind, die über einen geeigneten Fahrzeugaufbau verfügen. Weiterhin gibt es unter anderem auch Nutzfahrzeuge für den Transport von Flüssigkeiten und -gasen. Sie müssen die Regeln des Güterverkehrsgesetzes einhalten. Fahrer müssen in Deutschland das Berufskraftfahrer-Qualifikations-Gesetz (BKrFQG) einhalten. Manche Nutzfahrzeuge zur Lastenbeförderung haben Einrichtungen zur Verladung des Transportguts an Bord (Ladebordwand, Kran, Kleinstgabelstapler, Saugpumpe etc.).
Beispiele für Nutzfahrzeuge zur Lastenbeförderung:
- Kastenwagen
  - Transportervarianten von Hochdachkombis
- Pritschenwagen
- Kleintransporter
- Lastkraftwagen
  - Autotransporter
  - Sattelschlepper
  - Zugmaschine
  - Tankwagen

### Nutzfahrzeuge für Einsatzkräfte

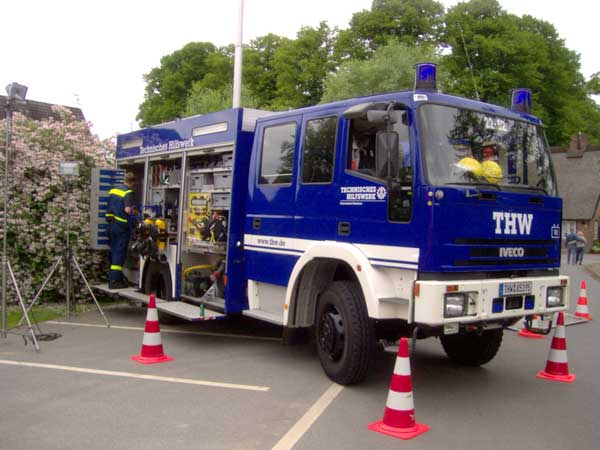
GKW (THW-Fahrzeug)

Nutzfahrzeuge für Einsatzkräfte wie die der Feuerwehr, der Polizei oder des THW verfügen meist über eine spezielle Ausstattung und Ausrüstung.
Beispiele für Nutzfahrzeuge der Einsatzkräfte:
- Feuerwehrfahrzeug
- Gerätekraftwagen des THW (GKW)
- Krankentransportwagen (KTW)
- Mannschaftstransportfahrzeug (MTF)
- Notarztwagen (NAW)
- Rettungswagen (RTW)

### Weitere Arten von Nutzfahrzeugen
Beispiele im Baugewerbe und für andere Arten von Nutzfahrzeugen:
- Muldenkipper
- Traktor

Bestimmte Nutzfahrzeuge, die von Kommunalverwaltungen und für diese tätigen Dienstleistern eingesetzt werden, werden als Kommunalfahrzeuge bezeichnet, zumeist handelt es sich dabei allerdings um selbstfahrende Arbeitsmaschinen.

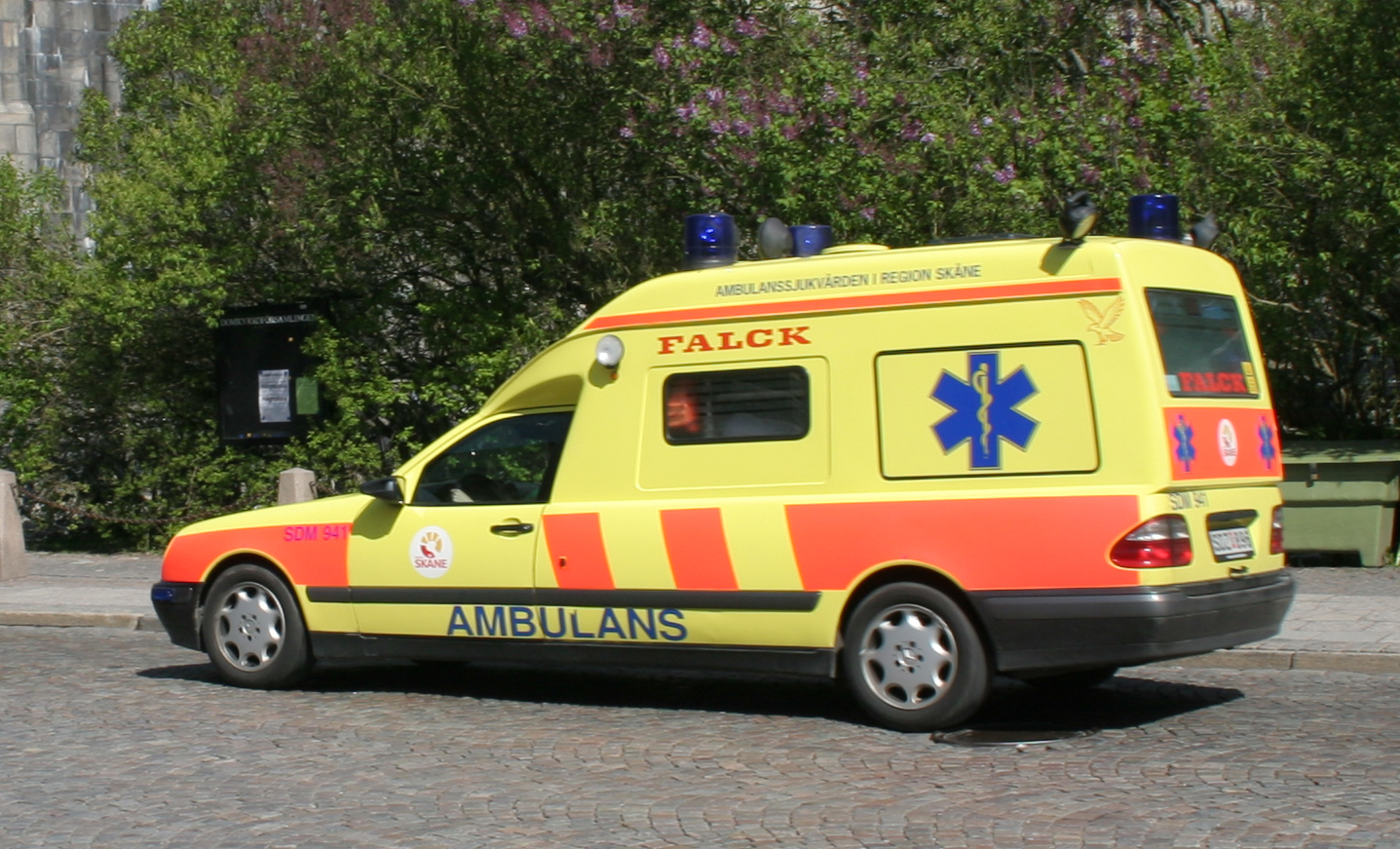
Rettungswagen
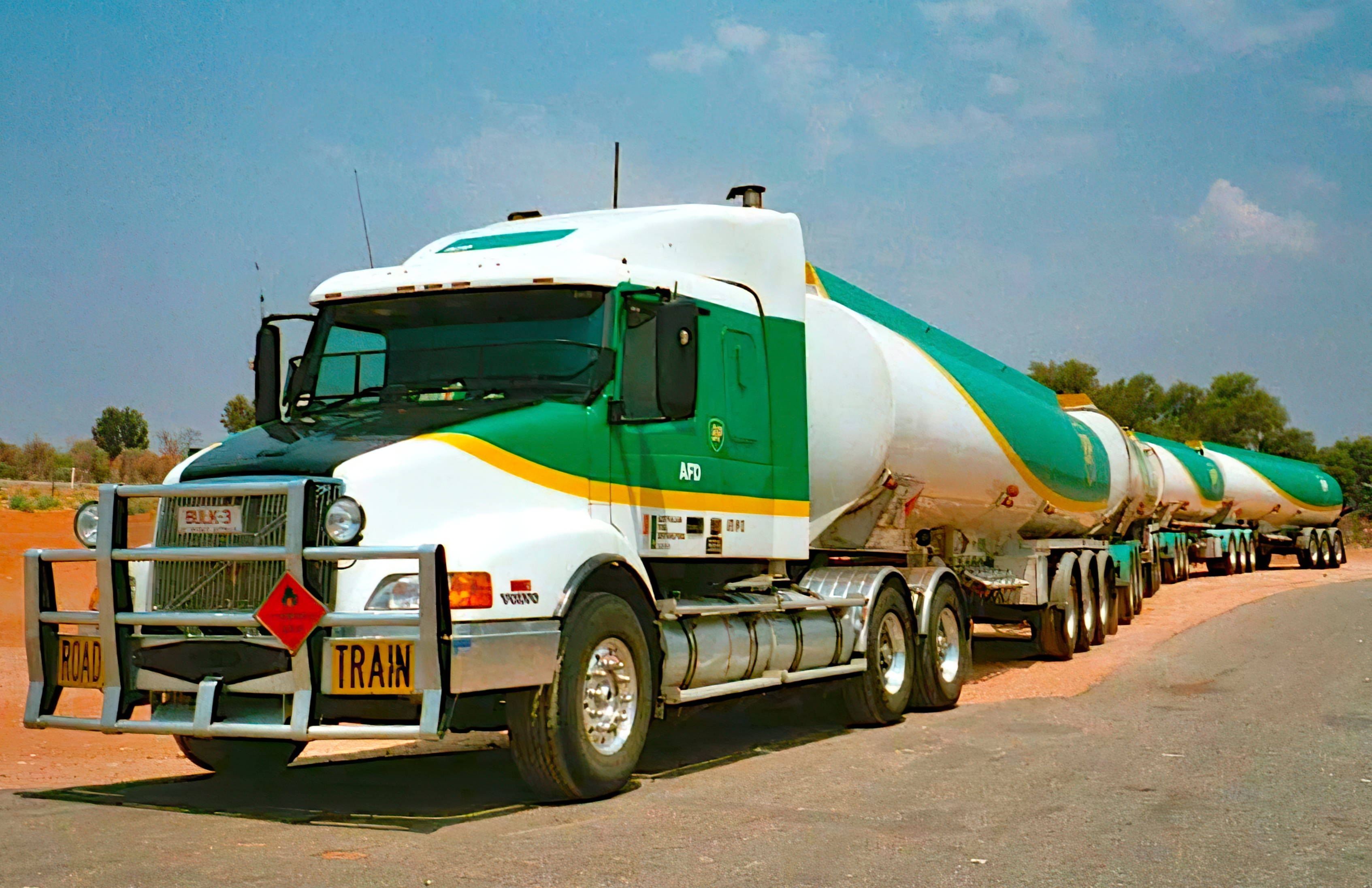
Road Train
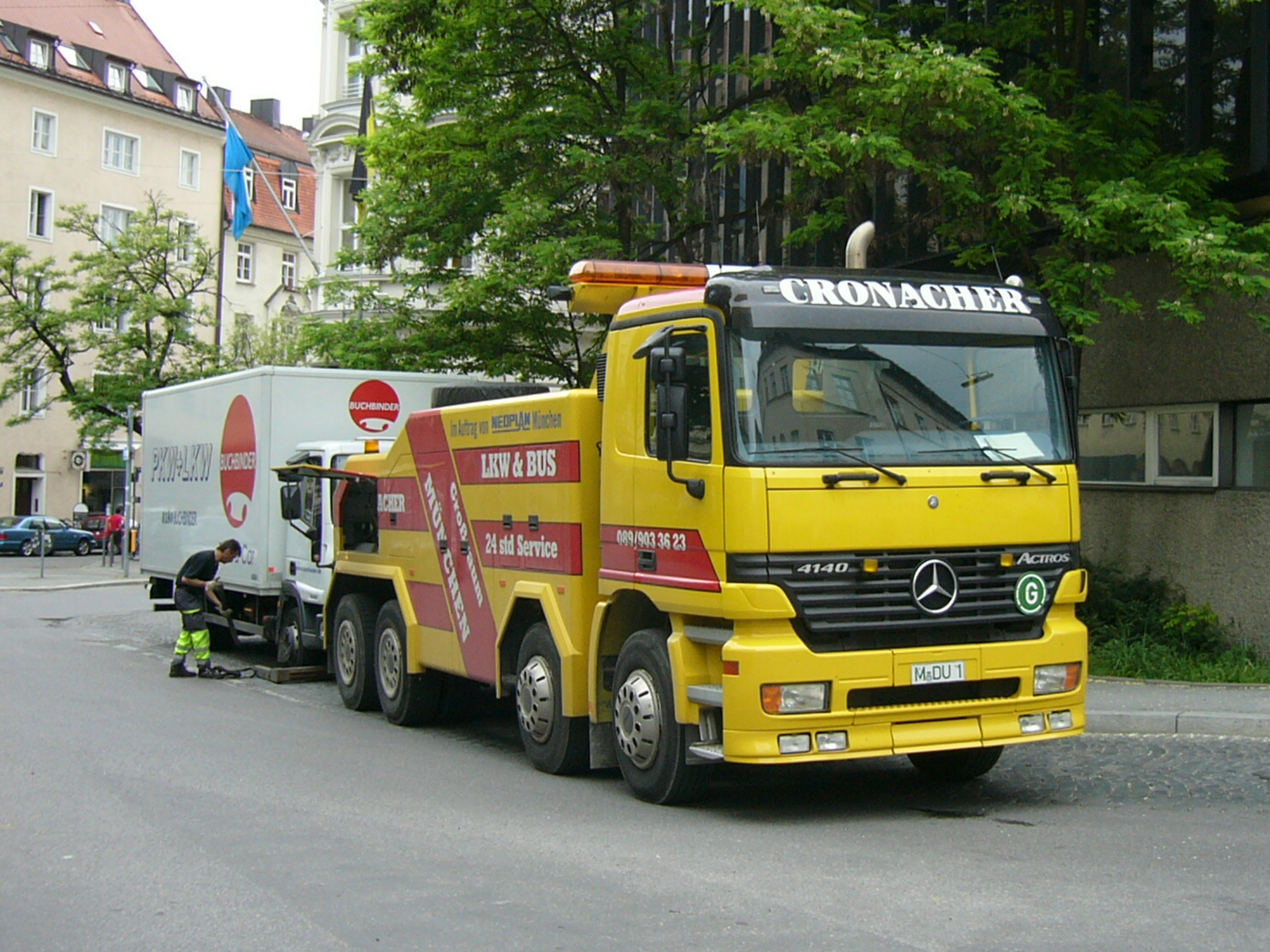
Abschleppfahrzeug
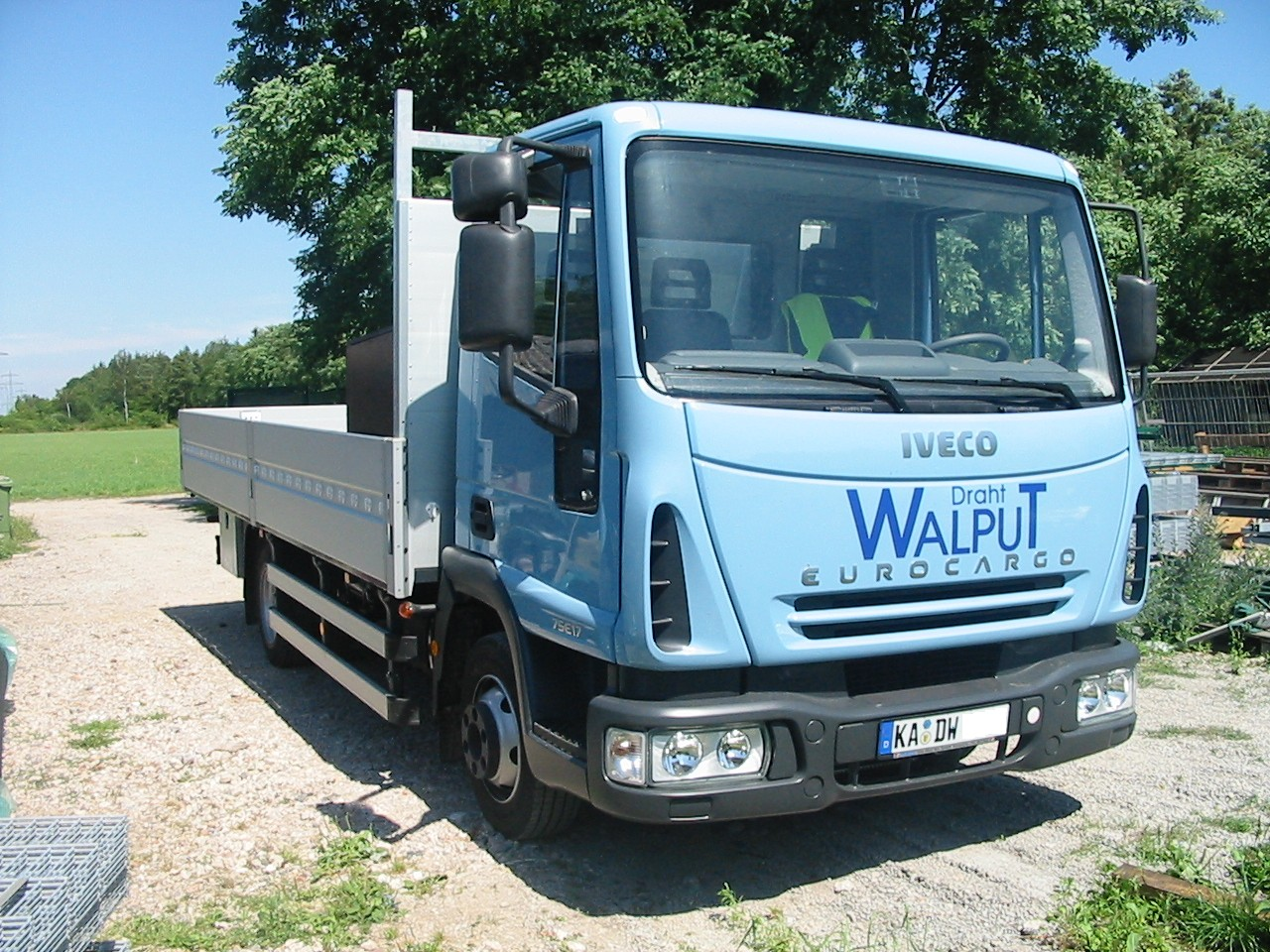
Lastwagen mit Pritsche
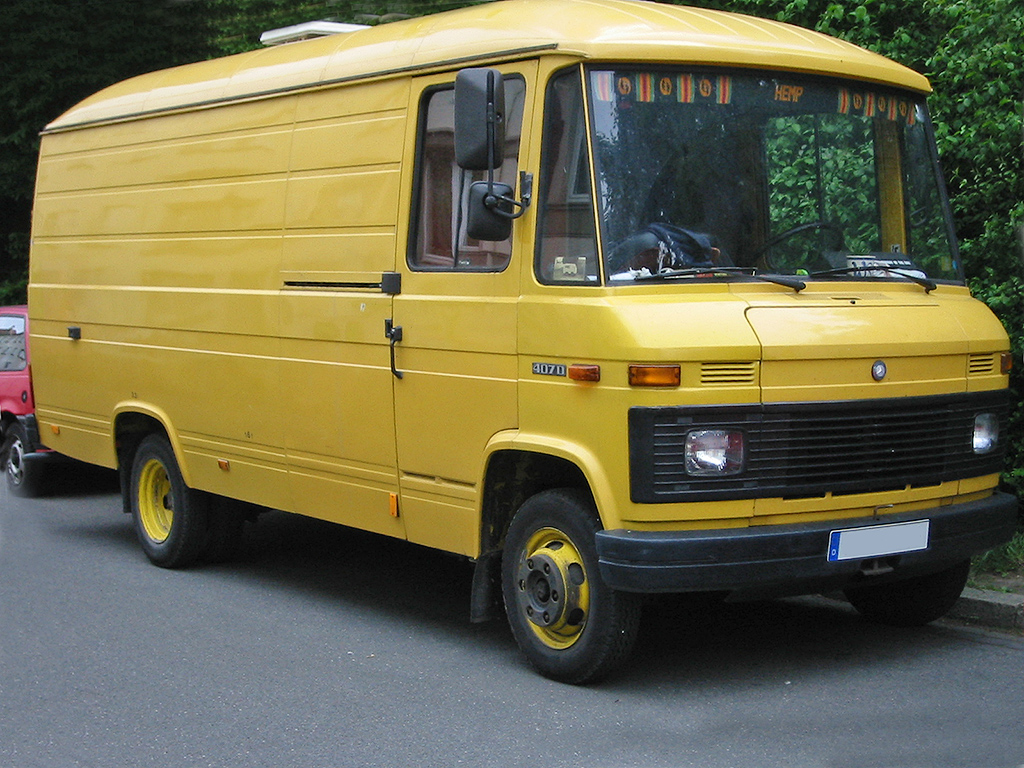
Älterer Kastenwagen